# 리마의 로사

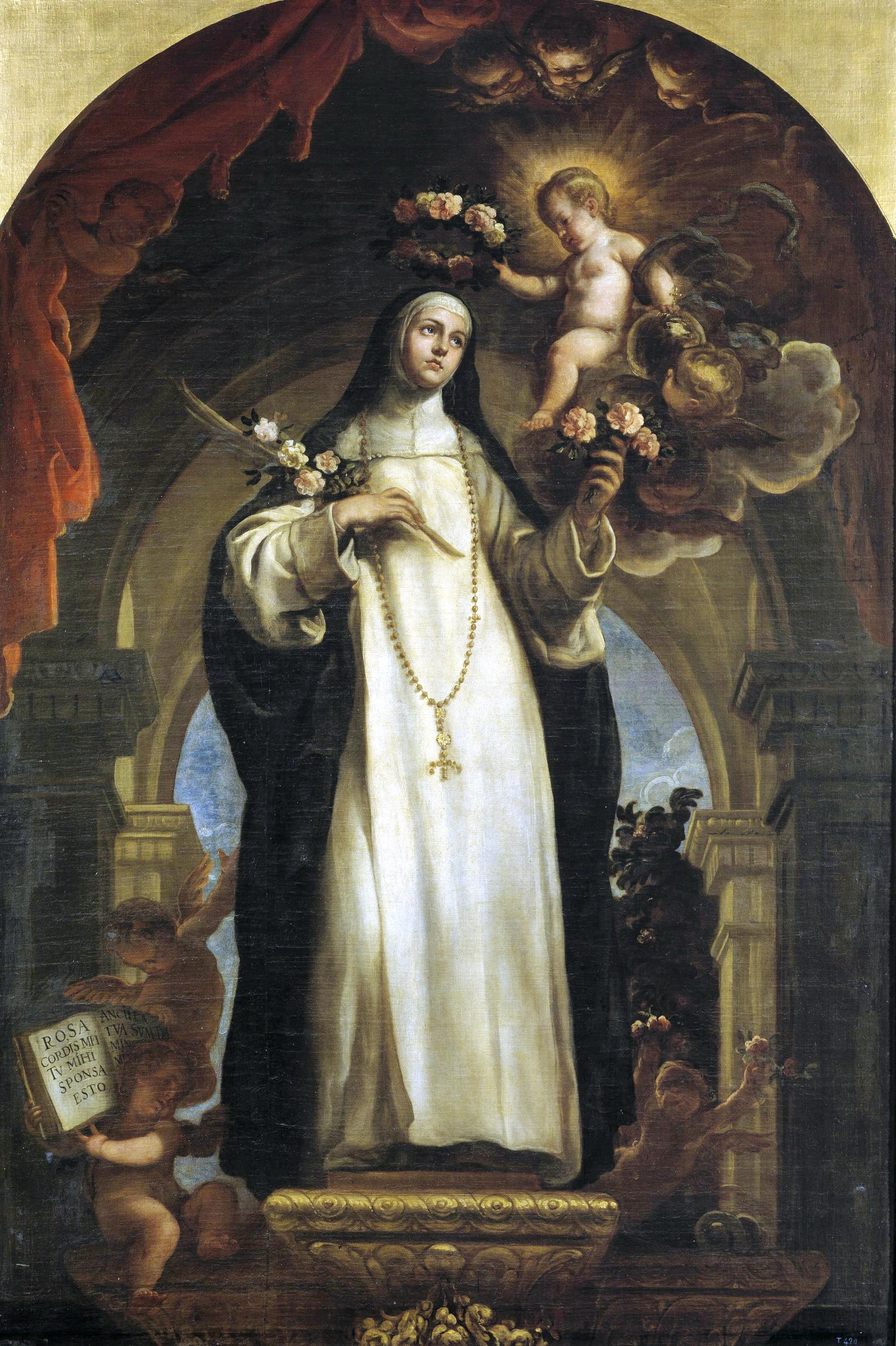
성녀 로사

리마의 로사(스페인어: Santa Rosa de Lima, 1586년 4월 20일 - 1617년 8월 24일)는 도미니코회의 제3회원이었으며 남아메리카 교회의 선교사였다. 로마 가톨릭의 성녀. 축일은 8월 23일. 로사라는 이름은 장미를 뜻한다. 아메리카 대륙이 배출한 첫 번째 성인으로, 미술작품에서 그녀는 아기 예수를 팔에 안은 도미니코회 수녀복을 입은 젊은 여성으로 그려진다. 상징물은 장미·백합가지·가시관이며, 화초재배자·정원사·도미니코회 수녀·남아메리카·페루·필리핀의 수호 성녀이다.

## 행적
이사벨라 플로레스 이 데 올리바(Isabel Flores de Oliva)는 1586년 페루의 리마에서 에스파냐 출신 부모 사이에서 태어났다. 그녀가 장미처럼 아름다웠기에 유모가 로사란 별명을 지어주었다고 한다. 가족의 재정 투자가 실패하여 심각한 경제적 어려움을 겪게 되자 이사벨라는 들판에서 일하고 밤늦도록 바느질을 하며 가족을 위한 생계를 꾸려나갔다. 스무 살이 되던 해 그녀는 평생 결혼하지 않고 도미니코회의 제3회원으로 수도생활을 하기로 서원했다. 당시 페루에는 수도원이 없었기 때문에 그녀는 아버지의 집 뒤뜰에 있는 작은 오두막을 짓고 볏단을 깔아 침대를 만들었다. 그곳에서 로사는 홀로 살아가는 수도생활을 하면서 매우 평화로운 자세로 병과 영적 시련을 겪었다. 그녀는 가난한 사람과 십자가에 못 박힌 예수 그리스도를 따르는 것을 삶의 목표로 삼았다. 1614년 로사가 홀로 병들어 눕자 마사 부부가 그녀를 데려다 죽기 전까지 3년 동안 보살폈다. 로사는 1617년 8월 24일 성 바르톨로메오의 축일에 죽었다. 당시 서른 한 살이었던 로사는 오랫동안 영원한 결혼의 날인 죽음의 날을 손꼽아 기다렸다고 한다.